# Kernkraftwerk Niederamt
Das nicht realisierte Kernkraftwerk Niederamt sollte im solothurnischen Niederamt zwischen Olten und Aarau auf dem Gebiet der Einwohnergemeinden Niedergösgen, Gretzenbach oder Däniken zu liegen kommen. Es wäre damit in der Nähe des bestehenden Kernkraftwerks Gösgen gestanden.

## Geschichte
Am 9. Juni 2008 reichte die Kernkraftwerk Niederamt AG, eine Projektgesellschaft der Atel Holding AG (heute Alpiq Holding), beim Bundesamt für Energie ein Rahmenbewilligungsgesuch ein. Das Rahmenbewilligungsgesuch ist der erste Schritt im Bewilligungsverfahren für ein neues Kernkraftwerk. Das Gesuch besteht aus sechs Dokumenten: dem Sicherheitsbericht, dem Umweltverträglichkeitsbericht, dem Bericht zur Sicherung gegenüber Einwirkungen von aussen, dem Entsorgungsnachweis, dem Konzept für die Stilllegung sowie dem Bericht zur Abstimmung mit der Raumplanung. Die Rahmenbewilligung wird durch den Bundesrat erteilt.
Nach der Nuklearkatastrophe von Fukushima sistierte Bundesrätin Doris Leuthard am 14. März 2011 die laufenden Rahmenbewilligungsverfahren aller neuen Kernkraftwerke.
Mit Entschluss der Generalversammlung vom 21. März 2017 wurde die Kernkraftwerk Niederamt AG aufgelöst und befindet sich nun in Liquidation. Am 1. Januar 2018 trat ein Zusatz (Artikel 12a) zum Kernenergiegesetz in Kraft, der die Erteilung von Rahmenbewilligungen für Kernkraftwerke untersagt.

## Projektinformationen
Dem eingegebenen Rahmenbewilligungsgesuch lag keine bestimmte Anlage zugrunde. Es wurde von einem generischen Kernkraftwerk ausgegangen, welches die heute zur Auswahl stehenden Kernkraftwerke der dritten Generation mit Leichtwasserreaktoren (Druck- oder Siedewasserreaktoren) abdeckt, ohne sich bereits auf einen Typ und Hersteller festzulegen. Dem Gesuch lagen zwei Leistungsklassen, 1100 Megawatt und 1600 Megawatt zu Grunde.